# مزرا (مهاباد)
قرية مزرا (بالكردية: مەزرا) هي إحدى القرى التابعة لـمنغور الشرقية في ريف قسم خليفان من مقاطعة مهاباد، في محافظة أذربیجان الغربیة الإيرانية.

## السكان
حسب إحصاءات سنة 2006، بلغ إجمالي السكان في مزرا 53 نسمة وعدد المساكن 9 مسكن. لغة سكان مزرا هي اللغة الكردية و هم من أهل السنة والجماعة والمذهب الشافعي.